# Lamotrek
Lamotrek ist ein Atoll im zentralen Pazifischen Ozean. Geographisch gehört es zum Archipel der Karolinen, politisch zum Bundesstaat Yap der Föderierten Staaten von Mikronesien.

## Geographie
Lamotrek liegt im Osten des Staates Yap, 9 km östlich des Atolls Elato sowie 71 km südwestlich von West Fayu. Von den Yap-Inseln im Westen des Bundesstaates liegt es über 900 km entfernt. Lamotrek ist ein längliches Atoll mit einer Länge von 15 km und einer maximalen Breite von 6,5 km. Die Gesamtfläche des Atolls beträgt 41 km². Davon entfallen 31,5 km²auf die Lagune; die Landfläche hingegen beträgt nur knapp 1 km². Das Atoll besteht aus drei Inseln auf dem Saumriff, Falaite im Westen, Pugue im Nordosten sowie Lamotrek, die Hauptinsel, im Südosten des Atolls. Die Hauptinsel ist mit 73,8 Hektar die weitaus größte sowie die einzig bewohnte der drei Inseln. Pugue misst 16,6 Hektar, und Falaite 7,8 Hektar. Eine kleine Passage südlich von Pugue erlaubt die Einfahrt in die bis zu 50 m tiefe Lagune. Die Inseln sind dicht bewachsen mit Kokospalmen und Brotfruchtbäumen.

## Verwaltung
Lamotrek bildet eine eigene Gemeinde (municipality) gleichen Namens mit 329 Einwohnern (Stand 2010). Sie gehört zum fünften und östlichsten Wahldistrikt des Bundesstaates Yap.